# Goolwa Airport
Goolwa Airport är en flygplats i Australien. Den ligger i kommunen Alexandrina och delstaten South Australia, omkring 62 kilometer söder om delstatshuvudstaden Adelaide. Goolwa Airport ligger 31 meter över havet.
Närmaste större samhälle är Victor Harbor, omkring 14 kilometer sydväst om Goolwa Airport. 
Genomsnittlig årsnederbörd är 766 millimeter. Den regnigaste månaden är juni, med i genomsnitt 142 mm nederbörd, och den torraste är december, med 22 mm nederbörd.